# Eryngium agavifolium
Eryngium agavifolium là một loài thực vật có hoa trong họ Hoa tán. Loài này được Griseb. mô tả khoa học đầu tiên năm 1874.

## Hình ảnh

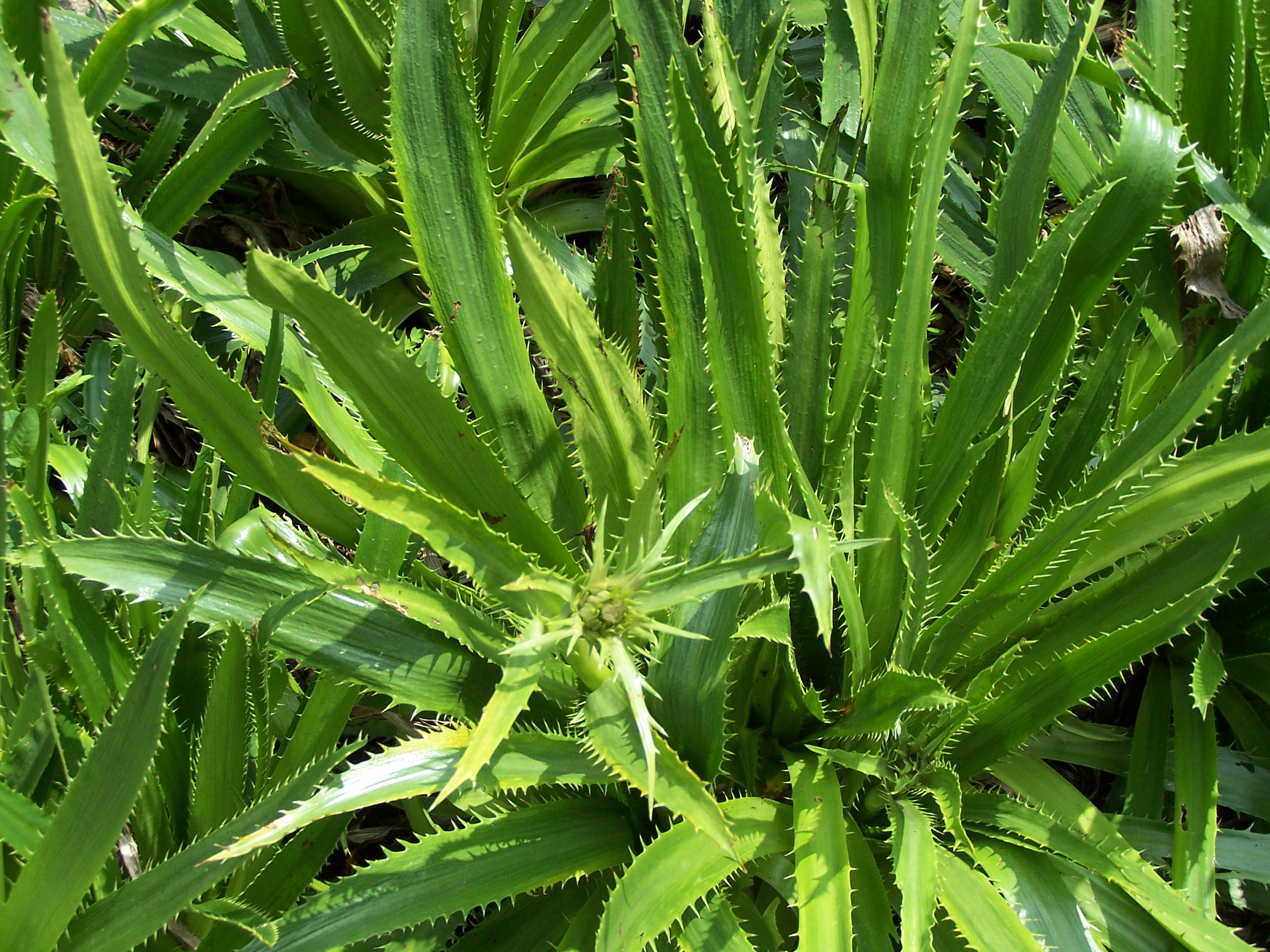
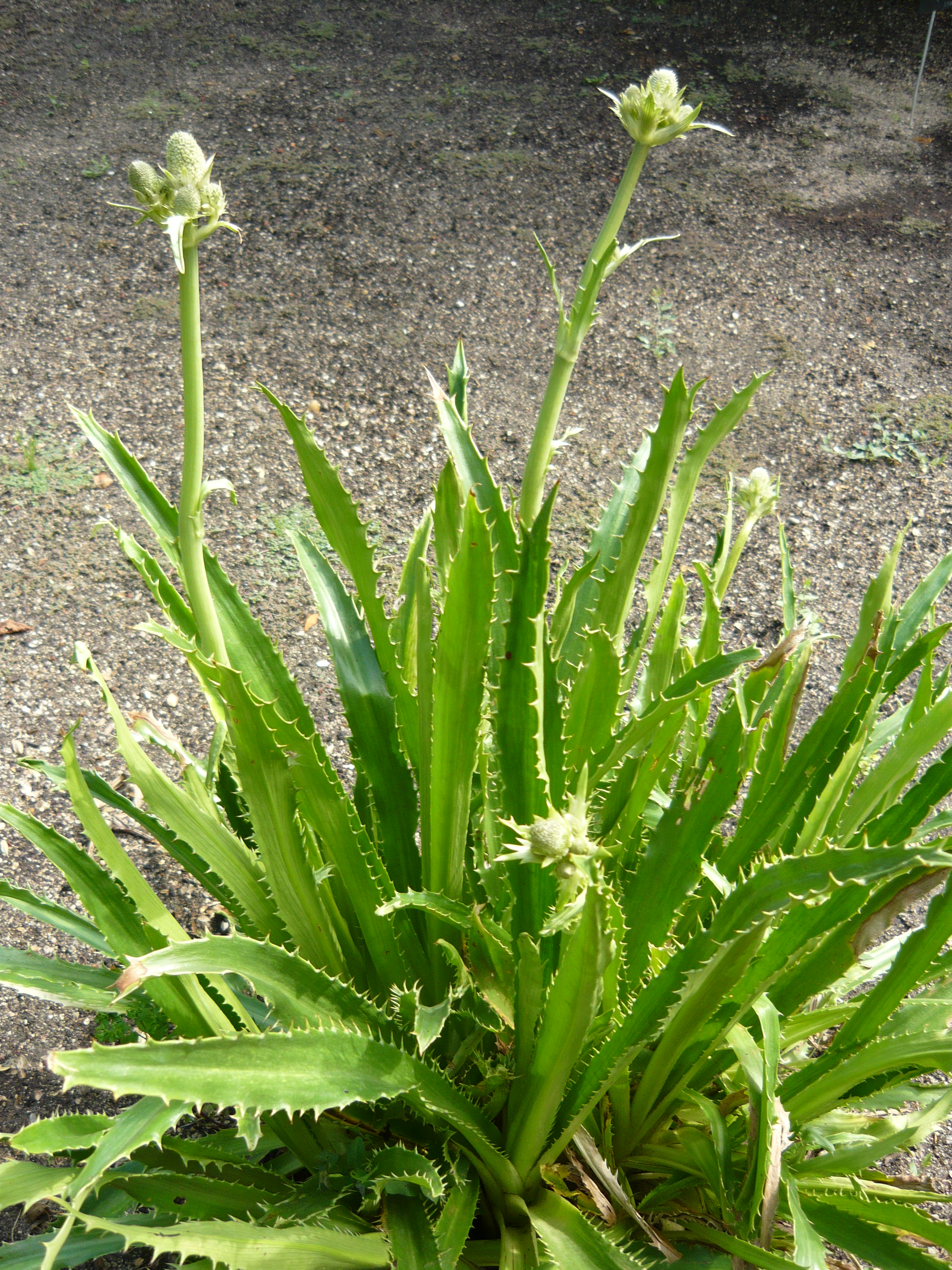
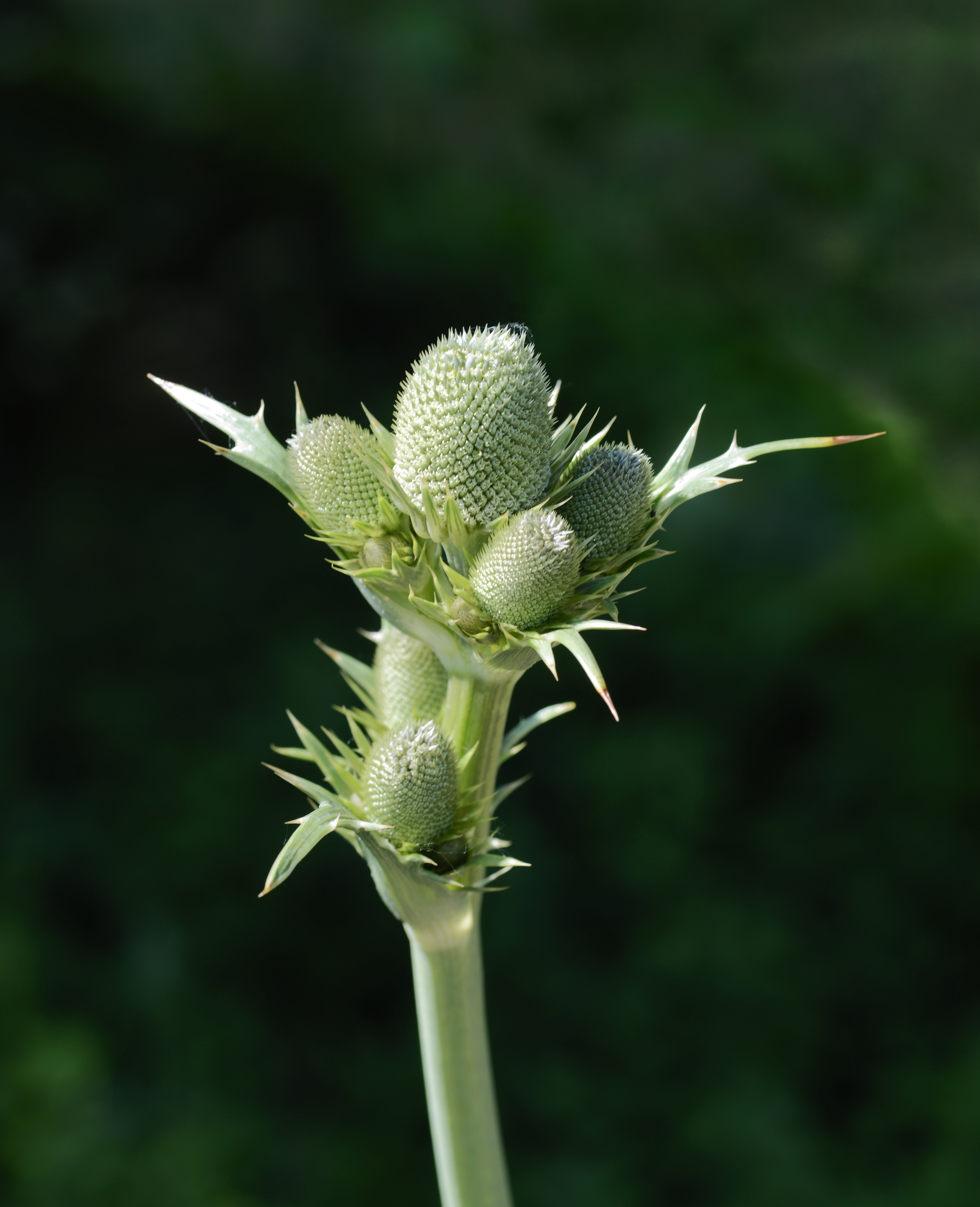
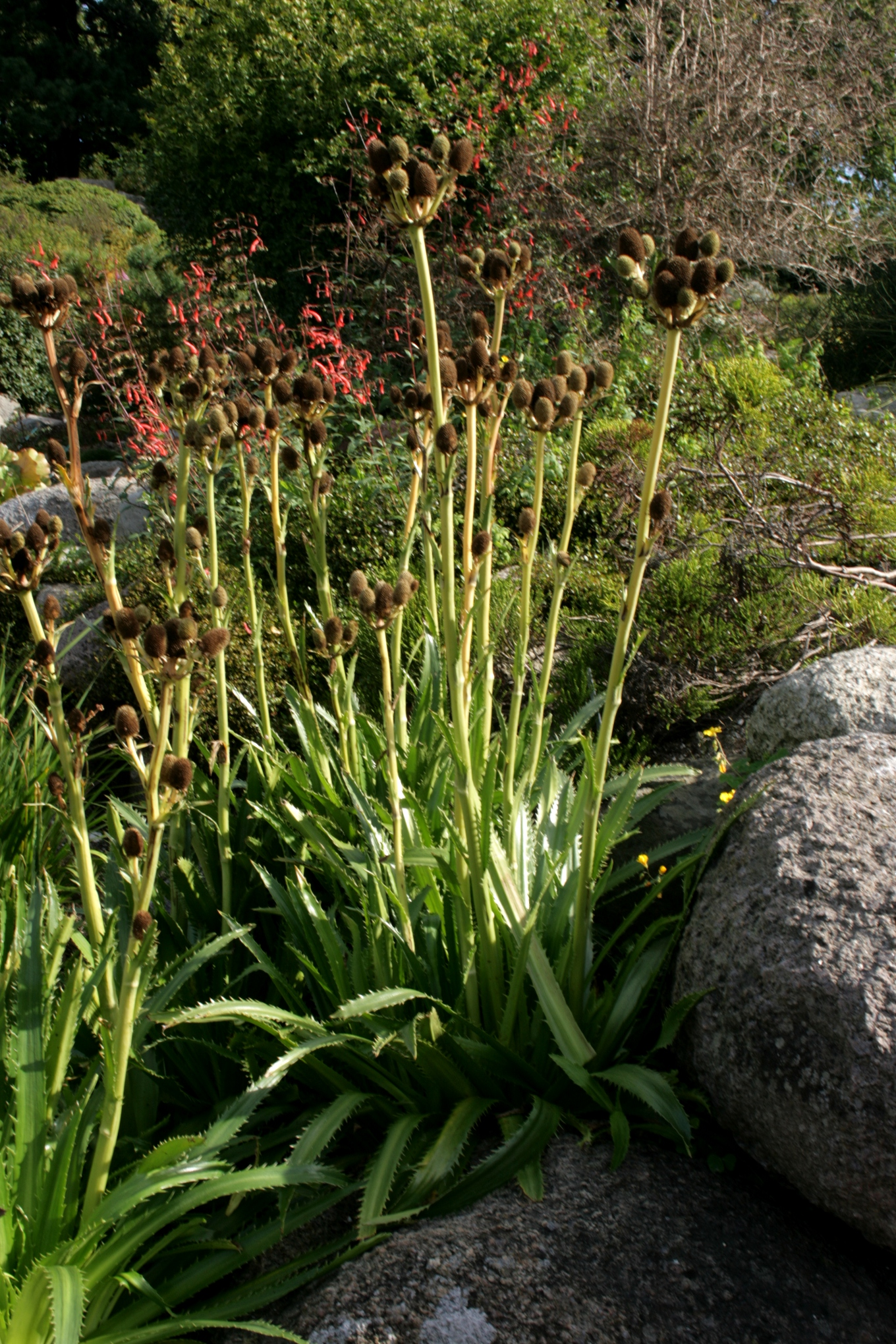